# Chiara Pellacani
Chiara Pellacani (ur. 12 września 2002 w Rzymie) – włoska skoczkini do wody, dwukrotna srebrna medalistka mistrzostw świata, czterokrotna złota medalistka mistrzostw Europy, dwukrotna złota medalistka igrzysk europejskich. Uczestniczka igrzysk olimpijskich w Tokio i Paryżu oraz uczestniczka letnich igrzysk olimpijskich młodzieży w Buenos Aires.

## Życiorys
Swój pierwszy skok do wody oddała w wieku ośmiu lat, swą pasję kontynuowała za sprawą koleżanki z klasy szkolnej. Jej obecnym trenerem jest Domenico Rinaldi.

## Przebieg kariery
Zadebiutowała w maju 2017 roku, startując w zawodach Grand Prix rozgrywanych w Madrycie, które ukończyła na 2. pozycji w konkurencji skoku synchronicznego z wieży 10-metrowej. Dwa miesiące później uczestniczyła w pływackich mistrzostwach świata w Budapeszcie, na których zajęła 11. miejsce w konkurencji skoku synchronicznego z wieży z 10 m oraz 31. miejsce w konkurencji skoku z trampoliny z wysokości 1 m. W 2018 roku wywalczyła pierwszy w karierze medal imprezy międzynarodowej, był to złoty medal mistrzostw Europy w Glasgow w konkurencji skoku synchronicznego z trampoliny 3 m (zawodniczka skakała z Eleną Bertocchi w parze). Startowała w igrzyskach olimpijskich młodzieży w Buenos Aires – podczas tej imprezy wystąpiła w dwóch konkurencjach: trampolina 3 m indywidualnie oraz zmagania zespołowe, które ukończyła odpowiednio na 7. i 6. pozycji. W 2019 roku uczestniczyła w mistrzostwach świata w Gwangju, gdzie tak jak dwa lata wcześniej nie zdobyła medalu, a najlepszy wynik zanotowała w konkurencji skoku synchronicznego z wieży 10 m (zajęła 7. pozycję).
W 2021 roku wywalczyła pięć medali mistrzostw Europy: złoty w konkurencji skoków synchronicznych z trampoliny w mikście; srebrne w konkurencjach skoku indywidualnego z trampoliny 3 m, skoku synchronicznego z trampoliny i zmagań drużynowych oraz brązowy w konkurencji skoku indywidualnego z trampoliny z 1 m. W ramach igrzysk olimpijskich w Tokio startowała wyłącznie w konkurencji skoku synchronicznego z trampoliny z wysokości 3 m. Razem z koleżanką z kadry Eleną Bertocchi zajęła 7. pozycję z rezultatem 267,48 pkt.
W 2022 roku została wicemistrzynią świata w konkurencji skoku synchronicznego z trampoliny 3 m (w mikście), a także pięciokrotną medalistką mistrzostw Europy (m.in. otrzymała złoty medal w skoku z trampoliny z 3 m indywidualnie). Rok później brała udział w igrzyskach europejskich, na których triumfowała w klasyfikacji multimedalistów tej imprezy sportowej – zdobyła bowiem cztery medale, w tym dwa złote w konkurencjach skoku z trampoliny z 3 m indywidualnie, jak również w mikście. W 2023 roku uczestniczyła w rozgrywanych w Fukuoce mistrzostwach świata, na których wywalczyła dwa brązowe medale, w konkurencji skoku synchronicznego z wysokości 3 m zarówno w duecie, jak i w mikście. W czasie rozgrywanych w Dosze mistrzostw świata zdobyła jeden medal, w konkurencji trampoliny 3 m synchronicznie par mieszanych wywalczyła tytuł wicemistrzowski.
Podczas rozgrywanych w Paryżu igrzysk olimpijskich walczyła o medale w konkurencjach: skoku z trampoliny z 3 m indywidualnie i synchronicznie. W obu startach awansowała do finału, zajmując za każdym razem 4. miejsce (z wynikiem odpowiednio 309,60 pkt i 293,52 pkt).
Brała udział w mistrzostwach Europy w skokach do wody, w 2019 roku została złotą medalistką w konkurencji skoku z wieży z 10 m synchronicznie.